# Haszan Mohamed
Haszan Mohamed Huszajn (1962. augusztus 23. – ) emirátusi válogatott labdarúgó.

## Pályafutása

### Klubcsapatban
1989 és 1994 között az Al-Wasl FC csapatában játszott, melynek színeiben egy alkalommal (1992) nyerte meg az Egyesült Arab Emírségek bajnokságát. 

### A válogatottban
Az Egyesült Arab Emírségek válogatottjával részt vett az 1988-as Ázsia-kupán, illetve az 1990-es világbajnokságon, ahol az NSZK elleni mérkőzésen csereként lépett pályára. A Kolumbia és a Jugoszlávia elleni csoportmérkőzéseken nem kapott lehetőséget.

## Sikerei, díjai
Al-Wasl FC
- Egyesült arab emírségekbeli bajnok (1): 1992